# 1773 Rumpelstilz
Az 1773 Rumpelstilz (ideiglenes jelöléssel 1968 HE) a Naprendszer kisbolygóövében található aszteroida. Paul Wild fedezte fel 1968. április 17-én.